# فتح ۱۴۵۳ (فیلم)
فتح ۱۴۵۳ ( ترکی :Fetih 1453) فیلم سینمایی به کارگردانی و تهیه‌کنندگی فاروق آکسوی است. این فیلم داستان فتح قسطنطنیه (استانبول کنونی) توسط مسلمانان در دورهٔ عثمانی به فرماندهی سلطان محمد فاتح را نشان می‌دهد.
فیلم فتح ۱۴۵۳ با هزینه معادل ۱۸٬۲۰۰٬۰۰۰ دلار تاکنون پرهزینه‌ترین فیلم تاریخ سینمای ترکیه به حساب می‌آید.
تولید این کار بزرگ سینمایی، از سپتامبر ۲۰۰۹ به مدت دو سال به طول انجامید. در این فیلم از اساتید برجسته تارخ ترکیه از جمله فریدون امجان، هولیا تزجان، گولگون کوراوغلو، و معمار و مورخ ایتالیایی «ماسیمو فاریناللی» استفاده شده‌است و قرار است علاوه بر ترکیه در انگلستان، هلند، نروژ، سوئیس، بلژیک، سوئد و قبرس به نمایش درآید.

## خلاصه داستان فیلم
فیلم با صحنه‌ای از شبه جزیره عربستان در دوران صدر اسلام شروع می‌شود. در این صحنه تصویر یکی از یاران پیامبر به نام ابو ایوب انصاری دیده می‌شود و حدیث پیامبر خوانده می‌شود: «لَتُفْتَحَنَّ الْقُسْطَنْطِینِیَّةُ فَلَنِعْمَ الْأَمِیرُ أَمِیرُهَا وَلَنِعْمَ الْجَیْشُ ذَلِکَ الْجَیْشُ.» (ترجمه: بدون شک قسطنطنیه فتح خواهد شد، چه نیکو امیری است آن امیر و چه نیکو سپاهی است آن سپاه.)
سپس صحنه به دوران تاج‌گذاری محمد دوم پادشاه عثمانی می‌رسد که بعد از مرگ مراد دوم بر تخت پادشاهی می‌نشیند.
فتح قسطنطنیه بزرگترین مسئله‌ای است که فکر سلطان محمد را به خود مشغول می‌کند. همه اطرافیان پادشاه مخصوصاً صدر اعظم سعی می‌کنند او را از این آرزو منصرف کنند و او را از فکر نبرد برحذر می‌داشتند. اما پادشاه برای اجرای نقشه خود اصرار می‌ورزد و می‌گفت: «یا من قسطنطنیه را تصاحب می‌کنم یا او مرا.»
بعد از اینکه امپراتوری بیزانس خطر را از جانب امپراتوری عثمانی احساس کرد، از همه کشورها و شهرهای اروپا مخصوصاً پاپ رهبر کاتولیکها طلب مساعدت نمود. این درحالی بود که قسطنطنیه و کلیساهای آن تابع کلیسای ارتدکس بوده و با کاتولیک‌ها دشمنی‌های سرسختی داشتند. اقدام امپراتور در جلب کمک از پاپ، باعث نارضایتی گستردهٔ ارتدکس‌ها گردید. یکی از راهبان ارتدکس گفت: «من دیدن عمامه‌های ترک در سرزمین بیزانس را به دیدن کلاه لاتینی ترجیح می‌دهم.»
«اوربان» مهندس ساخت توپ که اهل مجارستان بود از فرمان امپراتور بیزانس در مورد کمک به رومیان در دفاع از قسطنطنیه سرباز می‌زند. لذا برای نجات جان خود به کمک چند سرباز عثمانی به همراه دختر خود به سلطان محمدفاتح پناه می‌برد. سلطان نیز به او مسئولیت ساخت «شاه توپ» را می‌سپارد.
«اولوباتلی حسن» یکی از مهم‌ترین فرماندهان عثمانی عاشق دختر «اوربان» می‌شود و با او ازدواج می‌کند.
این دختر، دختر واقعی «اوربان» نبود بلکه مسلمان زاده‌ای است که پدر و مادر خود را در حمله‌ای که مسیحیان به روستای آن‌ها کردند و آن‌ها را قتل عام نمودند از دست می‌دهد. «اوربان» نیز او را از بازار برده فروشان خریده و به دختر خواندگی قبول می‌کند.
داستان «اولوباتلی حسن» و عشق او به دختر «اوربان» و آنچه بر هردو گذشت واقعیت تاریخی ندارد و در واقع قسمت درام عشقی فیلم را تشکیل می‌دهد.
سلطان محمد فاتح به همراه لشکر بزرگی که از سرزمین‌های اسلامی جمع کرده بود و توپ‌های سنگینی که «اوربان» آن‌ها را ساخته بود به سمت قسطنطنیه حرکت می‌کند. با حمله لشکر مسلمانان به شهر نبرد شروع می‌شود. رومیان با تمام توان خود از شهر دفاع کردند و اجازه نداند که عثمانی‌ها حصار شهر را بشکنند وبا پرتاب نیزهای متعدد و گلوله‌های آتش، لشکر عثمانی را مجبور به عقب نشینی کردند.
لشکر عثمانی شهر را به محاصره خود در آورد و در اطراف آن خیمه‌هایی برپا کرد. عثمانی‌ها در روزهای بعد نیز چندین بار به حمله‌های خود ادامه دادند اما هیچ موفقیتی عاید آنان نشد. از طرف دیگر کشتیهای جنگی نیز که از طرف دریا به قسطنطنیه حمله کرده بودند توسط بیزانس‌ها یا غرق شدند یا به آتش کشیده شدند. چندین روز وضع به همین منوال ادامه داشت. روحیه مدافعان شهر بیشتر تقویت می‌شد و در عوض لشکر عثمانی بیشتر مایوس و نا امید می‌گشت.
سلطان محمد فاتح از شدت یاس و نگرانی خود را در خیمه محبوس کرد و به کسی اجازه ملاقات نداد. بعد از گذشت دو روز آک شمس الدین برای دیدار سلطان محمد فراخوانده شد زیرا او مربی سلطان بوده و تنها کسی است که به او اجازه ورود داده می‌شود.
آک شمس الدین سلطان را به صبر و پایداری توصیه نمود و با نصحیتهای خود روحیه سلطان را که تضیعف شوده بود تقویت بخشید و به او گفت: «ابو ایوب انصاری هنگام جهاد برای فتح قسطنطنیه پیر و مریض بود و آنقدر جنگید تا در کنار دیوار شهر شهید شد. تو الان جوان و قوی هستی.» سپس حدیث پیامبر در مورد فتح قسطنطنیه را به او یادآوری کرد و گفت: «قسطنطنیه به دست تو فتح می‌شود. تو آن کسی باش که در حدیث به او اشاره شده‌است.» در این بین قبر ابو ایوب انصاری که در اطراف شهر دفن شده بود پیدا می‌شود.
بعد از آن فکر عجیبی به ذهن سلطان خطور می‌کند و آن این است که کشتی‌ها را از راه خشکی با استفاده از چوب و روغن به دریاری مرمره برسانند تا شهر را از خشکی و دریا به محاصره خود در آورند. این نقشه هنگام شب و دور از آگاهی رومیان اجرا شد.
لشکر عثمانی برای بار دیگر خود را برای نبرد آماده می‌کند. سلطان محمد فاتح برای آن‌ها خطبه‌ای می‌خواند و روح جهادگری وشهادت طلبی را در آن‌ها تقویت می‌کند سپس به امامت او نماز جماعت خوانده می‌شود.
نبرد از نو شروع می‌شود، اکنون قسطنطنیه از دریا و خشکی محاصره شده‌است. مسلمانان برای پایان دادن به جنگ حمله می‌کنند. رومیان خود را در مقابل لشکری دیدند که با وجود همه شکست‌هایی که متحمل شده بازهم خواهان تصرف شهر است. سنگرهای روم یکی بعد از دیگری متلاشی می‌شوند تا اینکه در نهایت به‌طور کامل شکست می‌خورند. امپراتور بیزانس به قتل می‌رسد و قسطنطنیه بدست مسلمانان فتح می‌شود.
سلطان محمد فاتح وارد کلیسای ایاصوفیه می‌شود و در دیدار با مسیحیان شهر به آن‌ها آزادی کامل در اجرای مراسم دینی می‌دهد و به آن‌ها اطمینان می‌دهد که کسی به آن‌ها تعرض نخواهد کرد.
معاویة بن ابی‌سفیان در زمان حکومت خود برای اولین بار لشکر اسلام را روانهٔ قسطنطنیه نمود. عده زیادی از اصحاب و تابعین به امید مشمول شدن به این فرمودهٔ پیامبر در این جنگ شرکت نمودند. یکی از اصحاب بزرگواری که در این جنگ شرکت نمودند ابوایوب انصاری بود. ایشان درحالی که بر اثر پیری ضعیف و بیمار شده بودند، همراه سپاه اسلام به قسطنطنیه رفتند. سپاه اسلام پس از محاصرهٔ طولانی شهر مجبور به عقب‌نشینی می‌شود و ابوایوب در این جنگ بر اثر بیماری وفات می‌یابد و بنابر وصیت خود او را در نزدیکی دیوارهای قسطنطنیه دفن می‌کنند.
قسطنطنیه در قلب حکومت عثمانی قرار داشت؛ به همین جهت سلاطین عثمانی تلاش زیادی جهت فتح این شهر کردند و هرکدام از آن‌ها سعی می‌کرد تا با فتح قسطنطنیه هم شکاف بین سرزمین‌های خود را بردارد و هم به حیات امپراطوری ای که 800 سال با مسلمانان در جنگ بود، پایان دهد. علاوه بر این هرکدام از فرماندهان مسلمان آرزوی این را داشتند تا خود را مشمول حدیث پیامبر نمایند. اما در طول 800 سال هیچکدام از سپاه‌ها و فرماندهان، حتی سپاه صحابه هم نتوانست لقب بهترین فرمانده و بهترین سپاه را بگیرد تا این که سلطان محمّد فاتح در سن 21 سالگی همراه لشکری 250 هزار نفری پس از قریب به دو ماه محاصره شهر سرانجام توانست این شهر را فتح کند و به امپراطوری هزارسالهٔ روم شرقی پایان دهد. فتح قسطنطنیه بر تاریخ کل اروپا تأثیر گذاشت به‌طوری‌که با فتح قسطنطنیه اروپا از دوران وسطی وارد دوران رنسانس (عصر حاضر) شد. فتح قسطنطنیه چنان بر صلیبی‌ها سخت بود که حتی ده‌ها سال بعد وقتی سلطان محمّد وفات می‌یابد، پاپ دستور می‌دهد تا سه روز در تمام کشورهای صلیبی جشن گرفته شود. سلطان محمّد اسم شهر قسطنطنیه را به «اسلامبول» (شهر اسلام) تغییر داد و آن را به عنوان پایتخت خود انتخاب کرد و به مدت پنج قرن، اسلامبول همچنان پایتخت حکومت عثمانی باقی ماند.
دو پاراگراف آخر در ابتدا زیرنویس فارسی فیلم (نسخه ویرایش شده) نوشته شده‌است.

## روز نمایش فیلم
فیلم در تاریخ ۱۶ آوریل ۲۰۱۲ ساعت ۱۴:۵۳ سالروز و دقیقاً لحظه فتح قسطنطنیه برای اولین بار در سینماهای ترکیه به نمایش گذاشته شد. سیصدهزار نفر در روز اول فیلم را مشاهده نمودند.
قبل از اکران فیلم، نخست وزیر ترکیه رجب طیب اردوغان فیلم را در خانه شخصی خود مشاهده کرد و با این عبارت از فیلم تمجید نمود: «خیلی خوشم آمد، دستتان درد نکند.» 

## واکنشها به فیلم
بعد از این که خبر تولید فیلم در سایت روزنامه پروتو تما (Proto Thema) - پرانتشارترین روزنامه یونانی - منتشر شد با انتقادات شدید بازدیدکنندگان مواجه شد.
مجله ویادولوروسا (Via Dolorosa) در آلمان به شدت فیلم را مورد انتقاد قرار داد و اظهار داشت: «ترکها به جای برپایی جشن برای فتح استانبول به دلیل ضرر رساندن به مسیحیان باید از کار خود خجالت بکشند».
این فیلم از طرف جمهوری مقدونیه، کوزوو، بوسنی و هرزگوین، بلغارستان، رومانی، آلبانی و صربستان با استقبال وسیعی روبرو شد.
یلماز کورت مدیر بخش تاریخ دانشگاه آنکارا در مورد فیلم اظهارداشت: «از دید فنی و نوع ساخت در سطح بالایی قرار دارد، ولی وقایع تاریخی در این فیلم به دلیل مسائل تجاری نادیده گرفته شدند».
بعضی از مورخان نیز صحنه خروج لشکر روم از شهر برای رویارویی با عثمانیان به فرمان امپراتور بیزانس را مورد انتقاد قرار دادند. یلماز کورت می‌گوید: «خروج لشکر روم از شهر برای جنگ نسبت به شهری که موضع دفاع را به خود گرفته بود، پدیدهٔ خنده‌داری است. این لشکر قدرت کافی برای این کار را نداشت...»
فیلیز اوکال در دفاع از فیلم می‌گوید: «این فیلم اختیارات کارگردان را به نمایش گذاشت. این یک کار دراماتیک است زمانی که ما عشق را نیز در فیلم می‌بینم».
از طرف دیگر، بعضی از منتقدان فیلم اظهار داشتند که این فیلم از معیارهای هالیوود در فیلم‌هایی چون گلادیاتور و ماتریکس الهام گرفته‌است.